# ترپیمیر کوتله
ترپیمیر کوتله (به کرواتی: Trpimir Kutle) (زادهٔ ۲ فوریهٔ ۱۹۷۶) شناگر اهل کرواسی است. او در ۱۹۹۸ پرت شرکت نمود.